# مسجد كوتو نان امبيك
مسجد كوتو نان امبيك هو واحد من أقدم المساجد في إندونيسيا، وتقع في بلدة كوتو نان امبيك التابعة إداريا لمدينة باياكومبو غرب سومطرة، تم بناء وعمارة المسجد عن طريق شعب المينانغكابو في عام 1840، المسجد في الأصل مسقوف بالقش قبل أن يتم تغيره أخيرا من قش إلى الزنك، يستخدم المسجد حاليا للأنشطة الدينية للمسلمين، بالإضافة لاستخدامة من قبل المجتمع المحلي كوسيلة لتداول التعليم الديني .

## التاريخ
ومن غير المعروف على وجه اليقين في أي عام بني المسجد، وفقا لعبد الباقر زين في كتابه المعنون بـ المساجد التاريخية في إندونيسيا فقد تم بناء المسجد على الأرجح في عام 1840 وسمي على اسم المكان الذي أسس فيه مسجد كوتو نان امبيك، وعلى الرغم من أن المسجد واحدا من أقدم المساجد فإن معظم الأعمدة والأرضيات والجدران التي بنيت من الخشب لم تتغير منذ أول مرة تم بناء المسجد فيها، المسجد أيضا لم يخضع للعديد من التجديدات والترميمات بحيث لا تزال يحتفظ على أصالته .

## العمارة
بني المسجد على أرض قياسها 50 متر في 31 متر، أي أن مساحة المسجد 1550 متر مربع، وقد تم تسجيل الأرض في مكتب الشؤون الدينية في باياكومبو باعتبار أن الأرض عبارة عن وقف من عدد من الناس، تتأثر عمارة المسجد بأسلوب المينانغكابو مع مباني تصنع عادة من الخشب، وجاء سقف المسجد من ثلاثة مستويات من الأسطح، السقف مناسبة للمناخات المدارية لأنه يمكن أن يستنزف مياه الأمطار للأسفل بسرعة أكبر، بين مستويات السطح هناك فجوة في المستويات العليا الهدف منها توفير الإضاءة مع سقف على شكل هرم، المحراب يقع في الجهة الغربية، كان المبنى الرئيسي للمسجد في الأصل مساحته تبلغ قياسها 17 متر في 17 متر، ثم تم توسيعه لاستيعاب المزيد والمزيد من المصلين، فوسع على مساحة بناء تبلغ 20 متر في 20 متر .